# سيرجيو فيلاسينيور
سيرجيو فيلاسينيور (بالإسبانية: Sergio Villaseñor)‏ هو لاعب كرة قدم مكسيكي في مركز الوسط، ولد في 12 مارس 1987 في غوادالاخارا في المكسيك. لعب مع نادي أورو.